# Sörensens gata

Sörensens gata ligger i Björkekärr i östra Göteborg. Den är uppkallad efter sågmästare Nils Georg Sörensen (1833–1917), vars sågverk Säfveåns AB, som också gett namn till omgivande gator, exempelvis Hyvelsågsgatan, Klyvsågsgatan och Stabbetorget. På gatan ligger Rosendalsskolan, Björkekärrs kyrka samt rad- och parhus.

### Fotnoter
1. ↑  Baum, Greta (2001). Göteborgs gatunamn 1621 t o m 2000. Göteborg: Tre böcker. Libris 8369492. ISBN 91-7029-460-7 (inb.), s. 284